# Kiržač
Kiržáč (in russo Киржáч, anche traslitterato come Kirzhach) è una città della Russia europea nell'oblast' di Vladimir, situata sul fiume omonimo nella parte occidentale di questo oblast', 125 km a ovest di Vladimir e 29 km a sud di Aleksandrov. La popolazione, secondo i dati del censimento del 2002, è di 22 704 abitanti. La cittadina è il capoluogo del Kiržačskij rajon.

## Storia
La città nacque nel XIV secolo come sloboda, ovvero un insediamento soggetto a esenzioni contributive per incentivare la colonizzazione di nuove aree, collegato ad un monastero, in cui in seguito visse anche Sergio di Radonež nel periodo tra il 1354 e il 1358.
Dopo l'abbandono del monastero, avvenuto nel 1764, l'insediamento ricevette i diritti di municipalità (1778). Negli anni seguenti la cittadina, come molte altre nelle vicinanze si sviluppò principalmente nell'ambito tessile.
Jurij Gagarin, il primo uomo lanciato nello spazio, morì in un incidente aereo a 21 km da Kiržač; sul luogo dello schianto un obelisco ricorda il tragico evento.

## Società

### Evoluzione demografica
Fonte: mojgorod.ru
- 1897: 4.800
- 1939: 11.600
- 1959: 18.100
- 1979: 24.100
- 1989: 25.400
- 2007: 31.000